# Bermuda Triangle
Bermuda Triangle är det åttonde studioalbumet av gitarristen Buckethead. Albumet är ett mer eller mindre electronica präglat samarbete med Extrakd, som också producerade och mixade albumet.

## Låtlista
| Nr           | Titel                          | Längd |
| ------------ | ------------------------------ | ----- |
| 1.           | Intro                          | 0:34  |
| 2.           | Davy Jones Locker              | 0:56  |
| 3.           | Flight 19                      | 1:48  |
| 4.           | Mausoleum Door                 | 3:29  |
| 5.           | Sea of Expanding Shapes        | 4:24  |
| 6.           | The Triangle Part I: Extrakd   | 1:16  |
| 7.           | Bionic Fog                     | 2:01  |
| 8.           | Forbidden Zone                 | 2:15  |
| 9.           | Telegraph Land of the Crispies | 1:53  |
| 10.          | Pullin' the Heavy              | 2:55  |
| 11.          | Phantom Lights                 | 2:38  |
| 12.          | Jabbar on Alcatrazz Avenue     | 3:18  |
| 13.          | Beestro Fowler                 | 3:01  |
| 14.          | Splintered Triplet             | 2:36  |
| 15.          | Whatevas                       | 2:15  |
| 16.          | Sucked Under                   | 4:22  |
| 17.          | Isle of Dead                   | 3:14  |
| 18.          | The Triangle Part II           | 3:19  |
| 19.          | 911                            | 3:18  |
| Total längd: | Total längd:                   | 49:32 |